# Broccoli
«Broccoli» — песня, записанная американским хип-хоп музыкантом DRAM (настоящее имя Shelley Marshaun Massenburg-Smith) при участии Lil Yachty, и выпущенная с его дебютного альбома Big Baby DRAM 6 апреля 2016 года лейблами Atlantic Records и Empire Distribution в качестве первого сингла. Песня была написана Rogét Chahayed, Julian Gramma, Shelley Massenburg-Smith, Miles McCollum, Karl Rubin, спродюсирована J Gramm, Rogét Chahayed, Karl Rubin.
«Broccoli» была номинирована на премию Грэмми-2017 в категории Лучшее рэп-/песенное совместное исполнение.
Журнал Billboard включил «Broccoli» в список 100 лучших поп-песен 2016 года на позиции № 3 («100 Best Pop Songs of 2016»).
Редактор журнала Rolling Stone Роб Шеффилд включил «Broccoli» в список 50 лучших песен 2016 года на позиции № 47 («50 Best Songs of 2016»).
Издание Pitchfork также поместило «Broccoli» на 33-е место в своём списке 100 лучших песен 2016 года («100 best songs of 2016»).
Журнал Time также назвал «Work from Home» одной из лучших песен года: позиция № 6 в списке 10 лучших песен 2016 года («The Top 10 Best Songs»).

## Коммерческий успех
Песня вышла в цифровом формате как сингл 6 апреля 2016 года и стала лид-синглом с дебютного альбома певца Big Baby D.R.A.M., релиз которого состоялся в октябре 2016 года.
Песня заняла позицию № 5 в американском хит-параде Billboard Hot 100 (дебютировав в июле 2016 года на позиции № 87). «Broccoli» также достиг позиции № 1 в чарте Hot R&B/Hip-Hop Songs.

## Музыкальное видео
22 июля 2016 года было выпущено видео на сингл в аккаунте певца на YouTube.

## Чарты
| Чарт (2016)                                | Высшая позиция |
| ------------------------------------------ | -------------- |
| Австралия (ARIA)                           | 61             |
| Бельгия/Фландрия (Ultratop 50)             | 45             |
| Бельгия/Валлония (Ultratip Bubbling Under) | 28             |
| Канада (Billboard Canadian Hot 100)        | 23             |
| Чехия (Singles Digitál Top 100)            | 85             |
| Франция (SNEP)                             | 198            |
| Нидерланды (Single Top 100)                | 80             |
| Новая Зеландия (Recorded Music NZ)         | 35             |
| Португалия (AFP)                           | 66             |
| Словакия (Singles Digitál Top 100)         | 88             |
| Швеция (Sverigetopplistan)                 | 60             |
| Великобритания (OCC UK Singles)            | 93             |
| США (Billboard Hot 100)                    | 5              |
| США (Billboard Hot R&B/Hip-Hop Songs)      | 1              |
| США (Billboard Pop Airplay)                | 22             |

## Сертификации
| Регион                                                                      | Сертификация  | Продажи   |
| --------------------------------------------------------------------------- | ------------- | --------- |
| Канада (Music Canada)                                                       | 2× Платиновый | 160,000   |
| Франция (SNEP)                                                              | Золотой       | 75,000    |
| США (RIAA)                                                                  | 7× Платиновый | 7 000 000 |
| Данные о продажах + прослушиваниях приведены только на основе сертификации. |               |           |